# St. Pantaleon-Erla
St. Pantaleon-Erla é um município da Áustria localizado no distrito de Amstetten, no estado de Alta Áustria.